# Avtalsrörelse
En avtalsrörelse är en återkommande händelse i länder där arbetsmarknadens parter, arbetstagare och arbetsgivare, förhandlar fram nya kollektivavtal som reglerar löner och arbetsförhållanden

## Avtalsrörelsen i Sverige
Under 1850-talets andra hälft bildar arbetare olika fackföreningar i syfte att förbättra arbetsvillkoren. Dessa fackföreningar har så kallade strejkkassor, strejkkassorna används för att betala ut lön till medlemmarna när de strejkar. Fackföreningarna slås sedan ihop till större fackförbund och år 1895 bildas landsorganisationen (LO). Arbetsgivarna svarar då med att bilda svenska arbetsgivareföreningen.